# Arctoscelia epelys
Arctoscelia epelys är en fjärilsart som beskrevs av Louis Beethoven Prout 1932. Arctoscelia epelys ingår i släktet Arctoscelia och familjen mätare. Inga underarter finns listade i Catalogue of Life.